# Jurij Andrejevič Tregubov
Jurij Andrejevič Tregubov rusky Юрий Андреевич Трегубов (23. březnajul./4. dubnagreg. 1913— 27. února 2000) byl ruský spisovatel, jehož díla byla vydávána nejprve v německém překladu.
Narodil se v Petrohradě ve smíšeném manželství ruského otce Andreje Tregubova a německé matky. Dětství prožil spolu s rodiči ve Vladimirské oblasti. V roce 1934 se stal členem Národního svazu práce (NTS). Od roku 1941 byl zaměstnán jako tlumočník na Říšském ministerstvu pro okupovaná východní území (německy Reichsministerium für die besetzten Ostgebiete), v říjnu 1944 obdržel německé občanství (do té doby neměl občanství žádné) a vstoupil do ROA generála Vlasova, kde sloužil jako tlumočník a zástupce vedoucího kanceláře generála Truchina. Ve službě byl raněn. Konec války jej zastihl na území Československa, v květnu 1945 se vzdal Američanům. V souladu se spojeneckými dohodami byl jako německý občan předán československým orgánům, více než rok pracoval na nucených pracích v zemědělství a také v uhelných dolech v Moravské Ostravě. Po úraze při důlním neštěstí ochrnul na pravou ruku a v září 1946 byl deportován do Německa. Od roku 1946 pracoval jako učitel v západním sektoru okupovaného Berlína. 19. září 1947 byl unesen orgány MGB a držen nejprve v Berlíně-Weißensee, poté vězněn v Lubjance. Za kolaboraci s nacistickým Německem byl odsouzen ke 25 letům vězení. V roce 1955 byl v rámci dohod Chruščov-Adenauer propuštěn a repatriován do Západního Německa.